# GAZ-12 ZIM
O ZIM-12 (em russo:  ЗИМ-12) foi um automóvel de luxo soviético produzido pela Fábrica Automotiva Gorky (GAZ) de 1950 a 1960. Foi o primeiro carro de luxo produzido pela GAZ e o primeiro a ter o famoso ornamento de gazela no capô. O carro foi construído para servir a nomenklatura soviética de alto e médio escalão, mas também estava prontamente disponível como táxi e ambulância. Ao contrário de seus sucessores, o ZIM foi o único carro de porte grande da classe executiva soviética que foi realmente disponibilizado para propriedade privada. Um total de 21.527 exemplos foram construídos.

## Desenvolvimento

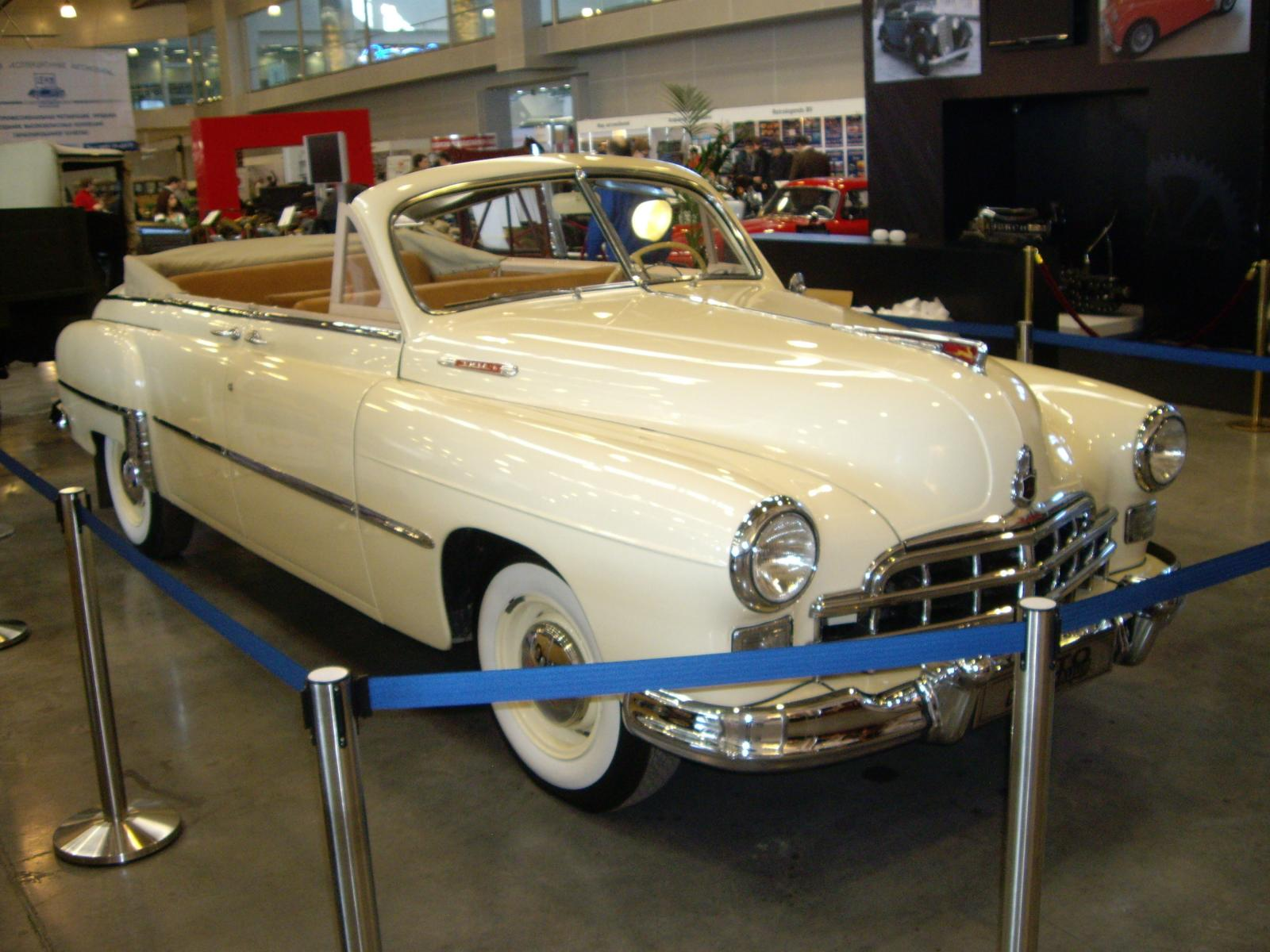
ZIM-12 conversível

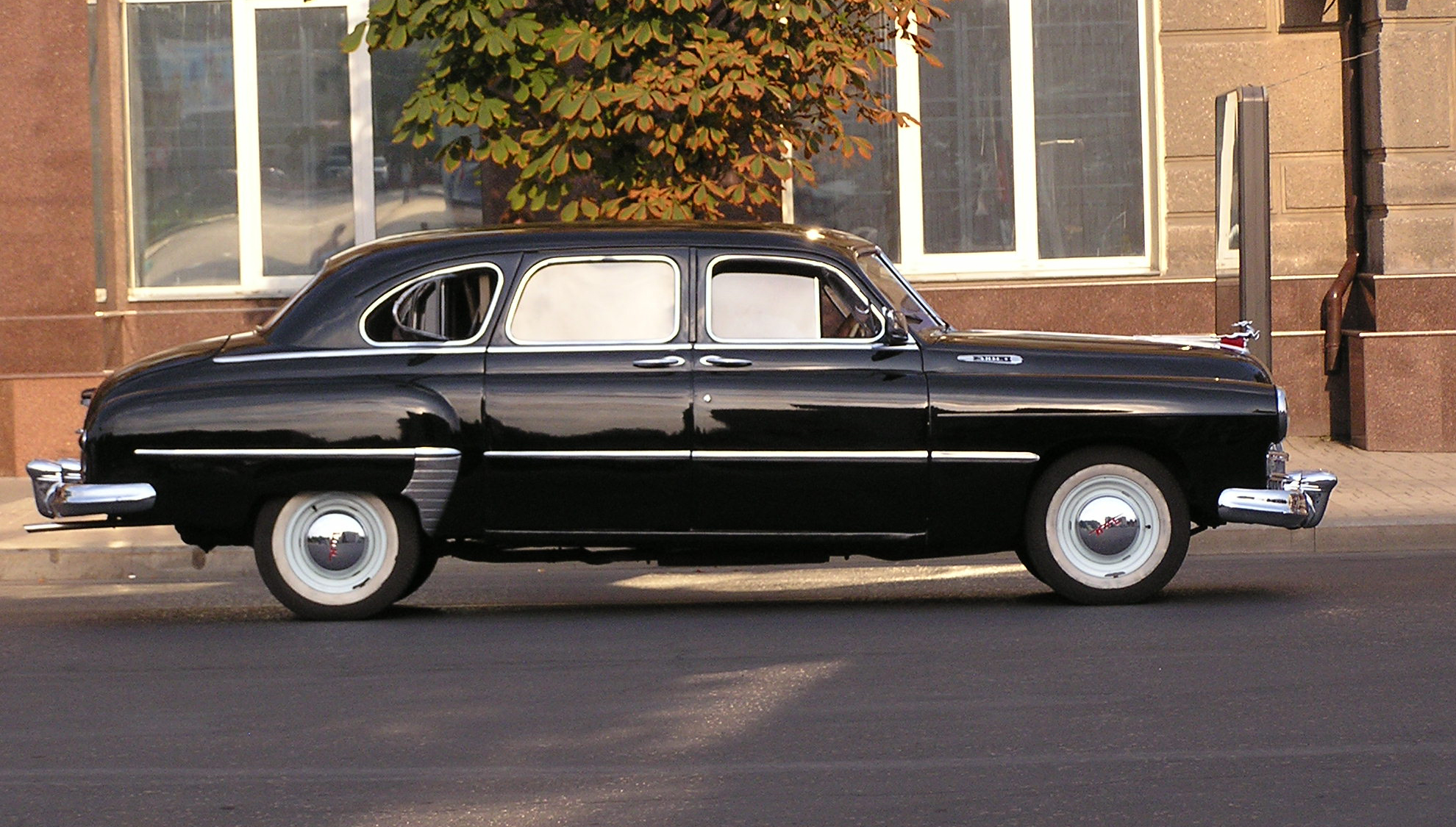
Um ZIM-12 em Donetsk

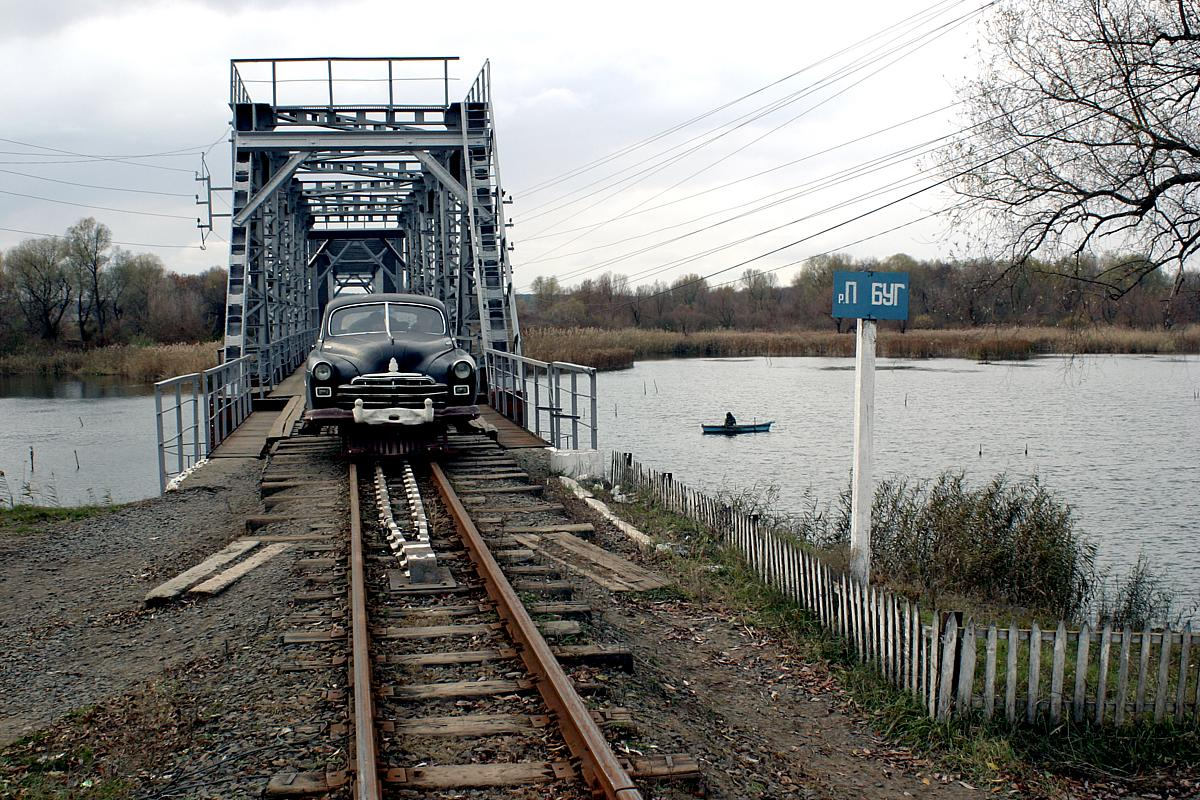
Dresina ZIM na ponte sobre Bug Meridional na ferrovia de bitola estreita de Haivoron

A GAZ iniciou o processo de design do que se tornou o M12 em maio de 1948, quando o governo soviético solicitou um sedã de seis passageiros para o nicho entre o ZIS-110 e o Pobeda, com prazo de vinte e nove meses para produzi-lo.  Devido à falta de tempo, o designer-chefe Andrei Lipgart teve que escolher entre copiar um produto americano (um Buick) ou desenvolver um modelo totalmente novo. Ele escolheu o último, apesar do apoio de alto nível para simplesmente fazer Badge Engineering de um Buick.
O M12 usava um chassi monocoque do Pobeda alongado (com distância entre eixos de 3.200 mm) e cerca de metade dos componentes do sistema de transmissão dos caminhões GAZ-51 e GAZ-63, ou do Pobeda menor, incluindo o motor de seis em linha de 3.485 cc (produzindo 95 cv ( 70 kW), em vez dos 70 PS (51 kW) do caminhão) e a transmissão. A taxa de compressão do ZIM foi aumentada para 6,7:1, mas ainda era capaz de empregar a gasolina de 70 octanas comum na União Soviética; isso, mais um coletor de admissão aprimorado e um carburador de duas bocas, foi responsável pelo aumento de potência. A suspensão dianteira era por molas helicoidais, com molas de lâmina na traseira e amortecedores hidráulicos. Tinha freios a tambor nas quatro rodas. Apesar da falta de direção hidráulica, a caixa de direção de relação 18,2:1 tornava as curvas bastante fáceis. Oferecia um rádio AM padrão de três bandas, numa época em que os rádios não eram padrão na maioria dos carros americanos, mesmo nos mais caros.
O carro pesava 1.940 kg, era capaz de atingir 5,26 km/l, atingir 126 km/h e acelerar de 0 a 97 km/h em 37 segundos. Tinha uma característica incomum: a bitola traseira, com 1.560 mm, era 100 mm mais larga que a dianteira, para garantir que o banco traseiro acomodasse três passageiros. O resultado foi uma "protuberância" semelhante à do Oldsmobile.  Foi também o primeiro GAZ a apresentar o ornamento do capô de gazela saltitante.
O primeiro carro foi construído em outubro de 1950 e, teoricamente, estava disponível para o cidadão comum; seu preço de 40.000 rublos tornou a compra improvável (em comparação com 16.000 para o Pobeda de classe média).
A abreviatura ZIM significa Zavod imeni Molotova (em russo:  Завод имени Молотова). Antes de 1957, a fábrica GAZ era oficialmente chamada de Gorkovsky avtomobilny zavod imeni V.M. Molotova, ou fábrica automotiva Vyacheslav Molotov Gorky, em homenagem ao Ministro das Relações Exteriores soviético. Todos os modelos carregavam o prefixo M em vez de GAZ. No entanto, para um carro de classe executiva, foi introduzida uma nova abreviatura cativante, coincidindo com as limusines ZIS maiores. No estilo da moda automobilística americana que inspirou o veículo, o ZIM foi amplamente utilizado para decorar o carro: as calotas, o capô, a grade do radiador e até o botão da buzina no volante. No entanto, a carreira de Molotov terminou abruptamente em maio de 1957, quando perdeu uma desavença política com Nikita Khrushchev. Depois disso, a URSS rapidamente renomeou cidades, ruas, navios e fábricas que receberam seu nome. O ZIM, que estava em produção, a partir do verão de 1957 foi renomeado às pressas para GAZ-12, e todos os emblemas e adornos substituídos pela nova abreviatura. Além disso, até à perestroika, o carro era oficialmente denominado apenas como GAZ-12, embora não oficialmente fosse quase exclusivamente referido como ZIM.
Um protótipo conversível de quatro portas foi produzido em 1949, mas não foi produzido devido a problemas de rigidez. Também estava acima do peso para o motor. Uma ambulância GAZ-12B também foi produzida em 1951–1960, com assentos rebatíveis para médicos e basicamente o mesmo corpo; macas eram carregadas no porta-malas. Havia também uma variante de táxi GAZ-12A, usada principalmente como marshrutka na comunicação intermunicipal estatal, e uma dresina projetada e construída com base no ZIM para uso em ferrovias de bitola estreita.
O GAZ-12 foi substituído pelo GAZ-13 Chaika.

## Especificações técnicas
- Altura livre do solo: 200 mm
- Raio de giro: 7,4 m

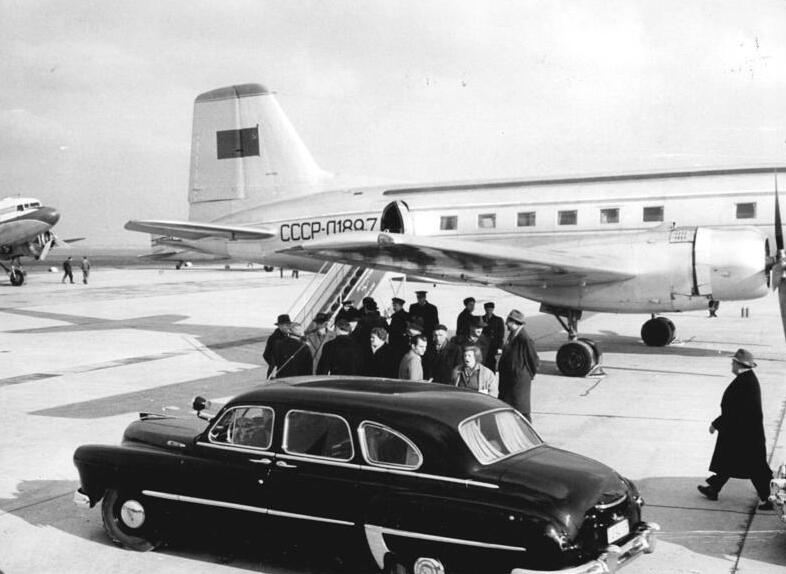
Um ZIM-12 da delegação soviética na Alemanha Oriental, 1957

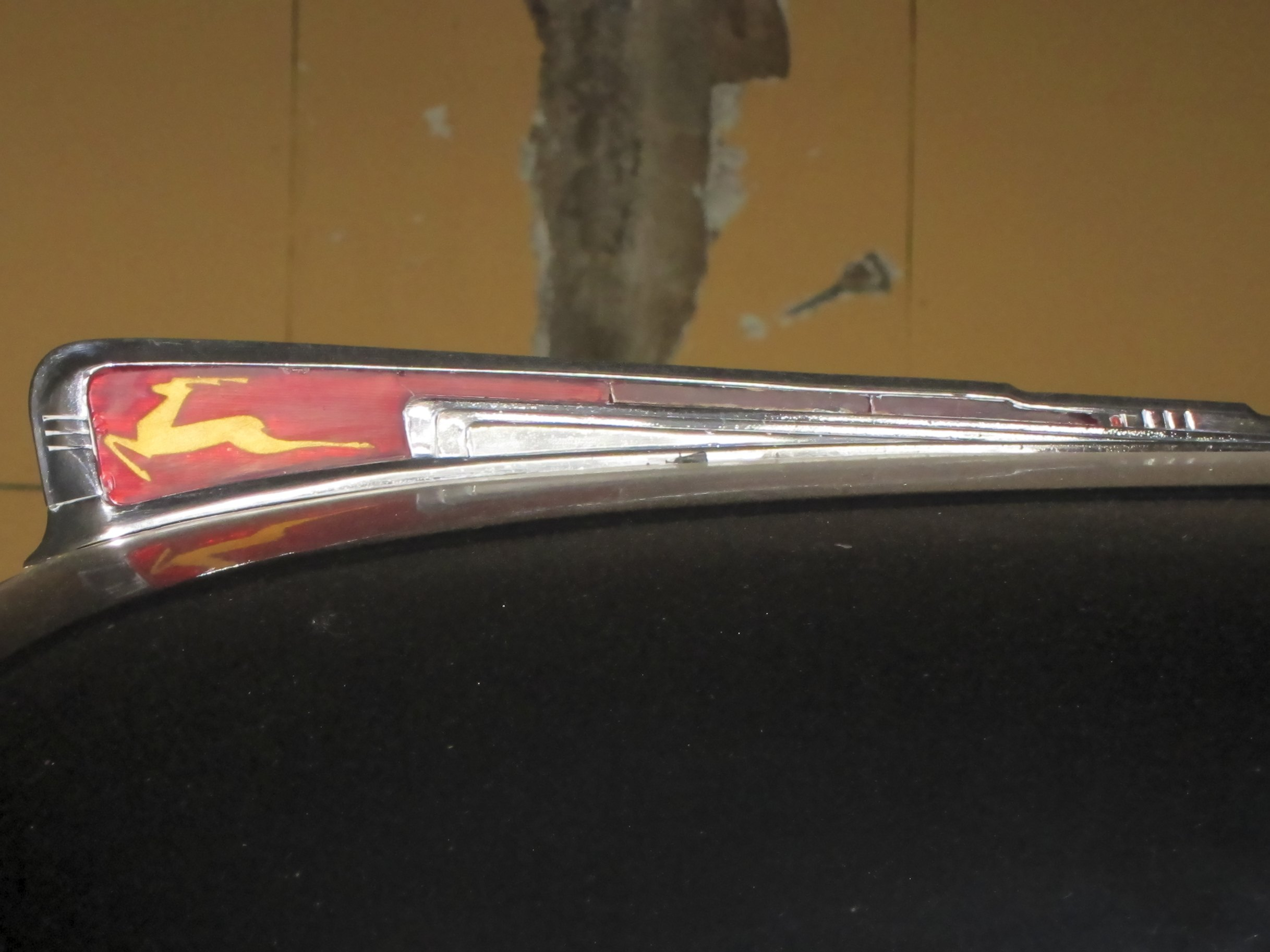
A gazela saltadora

- Caixa de câmbio: 3 velocidades + ré
- Peso: 1.800 kg (1.940 kg com tanque cheio, óleo e outros líquidos)
- Velocidade máxima: 120 km/h
- Tanque de combustível: 80 L
- Consumo de combustível: 6,45 km/l a 50–60 km/h